# Psammitis tyshchenkoi
Psammitis tyshchenkoi is een spinnensoort uit de familie van de krabspinnen (Thomisidae).
De wetenschappelijke naam van de soort werd in 1995 als Xysticus sabulosus gepubliceerd door Joeri Michailovitsj Maroesik en Dmitri Viktorovich Logunov.